# Psammina lobariae
Psammina lobariae är en svampart som först beskrevs av Diederich & Etayo, och fick sitt nu gällande namn av Earl.-Benn. & D. Hawksw. 2005. Psammina lobariae ingår i släktet Psammina, divisionen sporsäcksvampar och riket svampar.   Inga underarter finns listade i Catalogue of Life.